# 부퐁 논쟁
부퐁 논쟁(프랑스어: Querelle des Bouffons)은 1750년대 동안 유럽에서 일어난 음악 철학에 관한 논쟁이다. 이 논쟁은 1752년 파리 오페라 극장에서 상연된 조반니 바티스타 페르골레시의 이탈리아 오페라 부파 <마님이 된 하녀(La Serva Padrona)>가 발단이 되었다. 페르골레시의 이 작품은 17세기 프랑스 작곡가인 륄리의 오페라 <아시스와 갈라테>공연중 막간에 같이 상연되었다. 비평가들은 륄리와 확연히 비교되는 페르골레시 오페라의 멜로디적인 특징에 감동받았고, 그 현대성과 일상적인 줄거리는 륄리의 과장되고 인공적인 웅장한 주제와는 비교가 되었다. "부퐁 논쟁"의 부퐁(bouffon)은 '오페라 부파'의 '부파(buffa)'에서 유래된다. 
이 논쟁은 곧 이탈리아 오페라 부파를 칭송하는 지식인과 프랑스 오페라 양식을 지지하는 집단으로 나뉘게 되었다. 계몽주의 사상가인 장자크 루소와 프리드리히 멜히오르 그림, 폴 티리 돌바크와 백과사전파(Encyclopédie)같은 지식 계급은 프랑스 오페라를 신랄하게 비판하였다. 루소는 라모의<우아한 인도의 나라들>에 대해 합주가 너무 복잡하고, 화성이 너무 거창하다고 평하고, “마치 끊어지지 않는 소음과 같다”고 비난했다. 
루소의 대척점에는 그 당시의 대표 작곡가인 장필리프 라모가 있으며, 그는 장바티스트 륄리가 창조하고 전파한 프랑스 서정 비극 양식을 지지하였다. 루이 15세와 귀족과 음악가, 그리고 대부분의 청중들은 라모의 프랑스 오페라를 지지하였다. 라모는 일련의 에세이로 자신의 작품의 정당함을 옹호하였고, 그만의 스타일로 계속해서 음악을 작곡하였다. 또한 장 조제프 몽동빌이나 프랑수아 프랑쾨르같은 작곡가들도 라모를 지지했고 무엇보다 대다수의 프랑스 왕족, 귀족들은 물론 상당히 많은 일반 시민들까지도 라모를 지지하게 되었다.
이 논쟁은 다시 프랑스음악과 이탈리아음악의 일반적인 특징에 대한 논쟁으로까지 확대되었다. 지오바니 아르투시와 클라우디오 몬테베르디, 크리스토프 빌리발트 글루크와 니콜로 피치니, 에두아르트 한슬리크와 아우구스트 빌헬름 암브로스 등의 논쟁이었는데, 극장에서의 설전, 필전에 그치지 않고 결투가 벌어지는 등 가히 전쟁을 방불케 했다.
이 음악적 논쟁은 결국 라모가 1764년 사망하면서 끝마치게 되었고 이 논쟁은 프랑스에서 오페라 코미크의 탄생으로 이어졌다.

## 참조 링크
- 대구 음악 사랑 카페
- 한국문화예술진흥원 출처